# Lijst van voetbalinterlands India - Thailand
Deze lijst van voetbalinterlands is een overzicht van alle officiële voetbalinterlands tussen de nationale teams van India en Thailand. De landen hebben tot nu toe 23 keer tegen elkaar gespeeld. De eerste ontmoeting, een wedstrijd tijdens de Aziatische Spelen 1962, werd gespeeld in Jakarta (Indonesië) op 30 augustus 1962. Het laatste duel, een vriendschappelijke wedstrijd, werd gespeeld op 4 juni 2025 in Pathum Thani.

## Wedstrijden
| №  | Plaats       | Datum            | Competitie                 | Wedstrijd        | Uitslag |
| -- | ------------ | ---------------- | -------------------------- | ---------------- | ------- |
| 1  | Jakarta      | 30 augustus 1962 | Aziatische Spelen 1962     | India − Thailand | 4 − 1   |
| 2  | Kuala Lumpur | 29 augustus 1964 | Vriendschappelijk          | Thailand − India | 1 − 2   |
| 3  | Kuala Lumpur | 12 augustus 1967 | Vriendschappelijk          | Thailand − India | 1 − 1   |
| 4  | Kuala Lumpur | 15 augustus 1968 | Vriendschappelijk          | Thailand − India | 1 − 0   |
| 5  | Kuala Lumpur | 8 november 1969  | Vriendschappelijk          | Thailand − India | 1 − 0   |
| 6  | Bangkok      | 13 december 1970 | Aziatische Spelen 1970     | Thailand − India | 2 − 2   |
| 7  | Kuala Lumpur | 4 augustus 1973  | Vriendschappelijk          | Thailand − India | 0 − 2   |
| 8  | Kuala Lumpur | 23 juli 1974     | Vriendschappelijk          | Thailand − India | 2 − 4   |
| 9  | Kuala Lumpur | 11 augustus 1976 | Vriendschappelijk          | Thailand − India | 6 − 2   |
| 10 | Seoel        | 1 september 1977 | Vriendschappelijk          | Thailand − India | 4 − 0   |
| 11 | Bangkok      | 31 oktober 1977  | Vriendschappelijk          | Thailand − India | 1 − 1   |
| 12 | Bangkok      | 18 november 1981 | Vriendschappelijk          | Thailand − India | 3 − 1   |
| 13 | Kuala Lumpur | 6 augustus 1982  | Vriendschappelijk          | Thailand − India | 0 − 0   |
| 14 | Bangkok      | 26 maart 1985    | WK 1986 kwalificatie       | Thailand − India | 0 − 0   |
| 15 | Calcutta     | 9 april 1985     | WK 1986 kwalificatie       | India − Thailand | 1 − 1   |
| 16 | Abu Dhabi    | 9 februari 1988  | Azië Cup 1988 kwalificatie | India − Thailand | 0 − 1   |
| 17 | Calcutta     | 10 maart 1995    | Vriendschappelijk          | India − Thailand | 0 − 5   |
| 18 | Bangkok      | 16 oktober 2003  | Vriendschappelijk          | Thailand − India | 2 − 0   |
| 19 | Bangkok      | 4 september 2010 | Vriendschappelijk          | Thailand − India | 1 − 0   |
| 20 | New Delhi    | 8 september 2010 | Vriendschappelijk          | India − Thailand | 1 − 2   |
| 21 | Abu Dhabi    | 6 januari 2019   | Azië Cup 2019              | Thailand − India | 1 − 4   |
| 22 | Buriram      | 8 juni 2019      | Vriendschappelijk          | Thailand − India | 0 − 1   |
| 23 | Pathum Thani | 4 juni 2025      | Vriendschappelijk          | Thailand − India | 2 − 0   |

## Samenvatting
| Competitie            | Totaal gespeeld | Winst India | Gelijk | Winst Thailand | Doelsaldo India – Thailand |
| --------------------- | --------------- | ----------- | ------ | -------------- | -------------------------- |
| WK-kwalificatie       | 2               | 0           | 2      | 0              | 1 − 1                      |
| Azië Cup              | 1               | 1           | 0      | 0              | 4 − 1                      |
| Azië Cup-kwalificatie | 1               | 0           | 0      | 1              | 0 − 1                      |
| Aziatische Spelen     | 2               | 1           | 1      | 0              | 6 − 3                      |
| Vriendschappelijk     | 17              | 4           | 3      | 10             | 15 − 32                    |
| Totaal                | 23              | 6           | 6      | 11             | 26 − 38                    |

AIFF · A-Internationals · Bondscoaches · Statistieken · Olympisch elftal · Indiaas vrouwenelftal · India U21 · India U20 · India U19 · India U18 · India U17
1930 – 1949 · 
1950 – 1959 · 
1960 – 1969 · 
1970 – 1979 · 
1980 – 1989 · 
1990 – 1999 · 
2000 – 2009 · 
2010 – 2019 ·
2020 − 2029
Afghanistan ·
Argentinië ·
Australië ·
Azerbeidzjan · 
Bahrein ·
Bangladesh ·
Bhutan ·
Brunei ·
Cambodja ·
China ·
Curaçao ·
Fiji ·
Filipijnen ·
Finland ·
Ghana ·
Guam ·
Guyana ·
Hongarije ·
Hongkong ·
IJsland ·
Indonesië ·
Irak ·
Iran ·
Israël ·
Jamaica ·
Japan ·
Jemen ·
Jordanië ·
Kameroen ·
Kenia ·
Kirgizië ·
Koeweit ·
Laos ·
Libanon ·
Macau ·
Malediven ·
Maleisië ·
Marokko ·
Mauritius ·
Mongolië ·
Myanmar ·
Namibië ·
Nepal ·
Nieuw-Zeeland ·
Noord-Korea ·
Oezbekistan ·
Oman ·
Pakistan ·
Palestina ·
Peru ·
Polen ·
Puerto Rico ·
Qatar ·
Saint Kitts en Nevis ·
Saoedi-Arabië ·
Singapore ·
Sovjet-Unie ·
Sri Lanka ·
Suriname ·
Syrië ·
Tadzjikistan ·
Taiwan ·
Thailand ·
Trinidad en Tobago ·
Turkmenistan ·
Uruguay ·
Vanuatu ·
Verenigde Arabische Emiraten ·
Vietnam ·
Wit-Rusland ·
Zambia ·
Zuid-Korea ·
Zuid-Vietnam
FAT · A-internationals · Bondscoaches · Statistieken · Thais vrouwenelftal · Thailand U21 · Thailand U20 · Thailand U19 · Thailand U18 · Thailand U17
1950 – 1959 · 
1960 – 1969 · 
1970 – 1979 · 
1980 – 1989 · 
1990 – 1999 · 
2000 – 2009 · 
2010 – 2019 ·
2020 − 2029
Asian Cup 1972 ·
Asian Cup 1992 · 
Asian Cup 1996 · 
Asian Cup 2000 · 
Asian Cup 2004 · 
Asian Cup 2007
OS 1956 · 
OS 1968
1956 · 
1957 · 
1958 · 
1959 · 
1960 · 
1961 · 
1962 · 
1963 · 
1964 · 
1965 · 
1966 · 
1967 · 
1968 · 
1969 · 
1970 · 
1971 · 
1972 · 
1973 · 
1974 · 
1975 · 
1976 · 
1977 · 
1978 · 
1979 · 
1980 · 
1981 · 
1982 · 
1983 · 
1984 · 
1985 · 
1986 · 
1987 · 
1988 · 
1989 · 
1990 · 
1991 · 
1992 · 
1993 · 
1994 · 
1995 · 
1996 · 
1997 · 
1998 · 
1999 · 
2000 · 
2001 · 
2002 · 
2003 · 
2004 · 
2005 · 
2006 · 
2007 · 
2008 · 
2009 · 
2010 · 
2011 · 
2012 · 
2013 ·
2014 ·
2015 ·
2016 ·
2017 ·
2018 ·
2019 ·
2020 ·
2021 ·
2022 ·
2023
Afghanistan ·
Australië ·
Bahrein ·
Bangladesh ·
Bhutan ·
Brazilië ·
Brunei ·
Bulgarije ·
Cambodja ·
China ·
Congo-Brazzaville ·
Denemarken ·
Duitsland ·
Egypte ·
Estland ·
Faeröer ·
Filipijnen ·
Finland ·
Gabon ·
Georgië ·
Ghana ·
Hongkong ·
India ·
Indonesië ·
Irak ·
Iran ·
Israël ·
Japan ·
Jemen ·
Jordanië ·
Kameroen · 
Kazachstan ·
Kenia ·
Kirgizië ·
Koeweit ·
Laos ·
Letland ·
Libanon ·
Liberia ·
Libië ·
Liechtenstein ·
Luxemburg ·
Macau ·
Malediven ·
Maleisië ·
Malta ·
Marokko ·
Myanmar ·
Nederland ·
Nepal ·
Nieuw-Zeeland ·
Nigeria ·
Noord-Ierland ·
Noord-Korea ·
Noorwegen ·
Oezbekistan ·
Oman ·
Oost-Timor ·
Pakistan ·
Palestina ·
Papoea-Nieuw-Guinea ·
Polen ·
Qatar ·
Saoedi-Arabië ·
Singapore ·
Slowakije ·
Sri Lanka ·
Suriname ·
Syrië ·
Taiwan ·
Tadzjikistan ·
Trinidad en Tobago ·
Turkmenistan ·
Uruguay ·
Verenigde Arabische Emiraten ·
Verenigde Staten ·
Vietnam ·
Zuid-Afrika ·
Zuid-Korea ·
Zuid-Vietnam ·
Zweden